# Haideți, Tineri Titani, la film!
Haideți, Tineri Titani, la film! este o comedie animată cu super-eroi realizată în 2018, bazată pe seria de televiziune Haideți, Tineri Titani!. Din animația Warner Bros., filmul este scris și produs de dezvoltatorii seriei Michael Jelenic și Aaron Horvath și regizat de producătorul de serie Peter Rida Michail și Horvath. Evenimentele filmului au loc în timpul celui de-al cincilea sezon al Haideți, Tineri Titani!.
Filmul prezintă vocile lui Greg Cipes, Scott Menville, Khary Payton, Tara Strong și Hynden Walch care reia rolurile lor din serial, în timp ce Will Arnett (care a produs și filmul) și Kristen Bell se alătură distribuției. Filmul a fost difuzat în cinematografe pe 27 iulie 2018, iar în România pe 17 august 2018.  Filmul a avut încasări de peste 34 milioane de dolari în întreaga lume și a primit în general recenzii pozitive de la critici.

## Despre film
În Jump City, Tinerii Titani ajunge pentru a opri Balonul Man. Când nu reușește să le recunoască, Tinerii Titani sar într-un cântec rap pentru a se prezenta ("Haideți!") și a deveni distrași, forțând Liga Justiției — Superman, Lanterna verde și Wonder Woman — să intervină și să-l învingă. Ei îi critică pe titani pentru copilăria și incapacitatea lor de a-și lua în serios pozițiile de supereroi, ridicând în același timp faptul că nu au o lungime caracteristică film pentru a-și dovedi legitimitatea ca supereroi.
În timp ce la premiera de Batman din nou, liderul echipei Titanilor, Robin, este ironizat de public după ce o neînțelegere îl face să creadă că fac un film despre el. La sugestia echipei, Robin decide că, pentru a obține un film făcut despre el și Titani, au nevoie de un arc-nemesis. Aproape Slade pauze în Laboratoarele S.T.A.R. pentru a fura un cristal. Titanii sosesc și încearcă să-l oprească, dar el îi învinge rapid și îi insultă.
A doua zi, Starfire, Cyborg, Raven și Beast Boy creează un film pentru a-l înveseli pe Robin, dar el îl oprește prematur crezând că își bat joc de el. El declară că vor merge la Hollywood pentru a avea un film făcut despre ei ("Upbeat Inspirational Song About Life"). La sosirea la Warner Bros. Studios, ei se întâlnesc regizoarea Jade Wilson, care este responsabilă pentru toate filme cu supereroi fiind făcute. Ea refuză cererea Titanilor de a fi într-un film ("Filmul meu cu supereroi"), explicând că singurul mod în care ar face unul despre ei este dacă ar fi singurii supereroi din lume. Titanii își iau cuvintele literal și se întorc în timp pentru a preveni originile celorlalți supereroi ("Cristale" și "Înapoi în timp"), dar acest lucru nu face decât să șteargă existența supereroilor, forțându-i pe Titani să se întoarcă din nou în timp și să-și anuleze gafa.
Slade următoare ajunge la Wayne Tech pentru a infuza puterea cristalului și Titanii ajung să-l oprească, de data aceasta punând o luptă reală. Ei asigură cristalul, dar Slade scapă, rezolvând să-l despartă pe Robin de coechipierii săi.
A doua zi, Jade îi invită pe titani înapoi la Hollywood și anunță că va face un film despre ei datorită luptei lor cu Slade. În timp ce Robin primește un tur al localului, Starfire, Raven, Cyborg și Beast Boy se aventurează și provoacă răutăți ("Shenanigans"). Ei găsesc un dispozitiv etichetat "DOOMSDAY" și să încerce să-l distrugă, crezând că este o armă periculoasă. Dar Jade sosește și explică faptul că D.O.O.M.S.D.A.Y. este un acronim pentru un nou serviciu de streaming pentru noul film pe care îl face. Ea decide să renunțe la restul Titanilor din film și să facă totul doar despre Robin, care, după o scurtă pauză, acceptă, spre disperarea echipei sale. Robin le spune cu tristețe că se țin unul pe celălalt înapoi și crede că ar trebui să meargă pe căi separate.
Robin își face filmul, dar în curând începe să regrete decizia sa și îi este dor de prietenii săi. În timp ce face scena finală a filmului său, el interacționează cu o versiune de recuzită a panoului ușii Turnului Titanilor, o lumină cade și îl bate afară. El se trezește și termină scena în care Jade dezvăluie că ei sunt acum în turn pe bune și că ea este de fapt Slade însuși deghizat. El fură cristalul înapoi și îl prinde pe Robin, spunându-i că a făcut numeroase filme cu supereroi a făcut parte din intriga sa de a-i ține ocupați pe toți eroii în timp ce el a furat din orașele lor pentru a construi D.O.O.M.S.D.A.Y., un dispozitiv care poate controla mințile și îi poate permite să cucerească lumea. Apoi distruge întregul Turn al Titanilor, dar Robin reușește în siguranță să scape de clădirea care explodează. În urma epavei, Robin își sună prietenii și le cere scuze, care fac pace fericită cu el.
La premiera Robin: Filmul, Titanii sosesc și demască Slade, dar Slade dezlănțuie puterea cristalului de a controla ceilalți eroi și îi trimite după Titani. Robin merge după Slade, în timp ce restul echipei conduce de pe eroi. Cu toate acestea, Slade reușește să-și folosească noua putere pentru a-l controla pe Robin și îi spune să-și atace prietenii. Când le-a încolțit, îi arată restul filmului pe care l-au făcut pentru el, dezvăluind că ei cred că este un adevărat erou și prietenul lor care i-a unit de la început. Acest lucru îl face pe Robin să-și ajungă la simțuri. Slade încearcă să se lupte cu un robot uriaș, dar echipa folosește o melodie ("Haideți! (Battle Remix)") pentru a-l scoate pe Slade, deși nu se știe ce s-a întâmplat cu el după ce râde de înfrângerea sa, distrugând cu totul cristalul, rupându-i pe ceilalți eroi din transa lor. Toți îi felicită pe Titani pentru eforturile lor eroice cu Robin admițând că a învățat să fie el însuși fără a avea nevoie de un film, Când încearcă să meargă mai departe, toată lumea cere să taie la credite imediat cu Robin încercând să stagneze, astfel încât "copiii să poată pune întrebări părinților lor". Starfire sparge al patrulea zid pentru a spune să meargă direct la credite, dar Robin se oprește chiar înainte de film se termină spunându-le copiilor să "întrebe părinții lor în cazul în care copiii provin de la...".
Într-o scena creditelor medii, Tinerii Titani din serialul din 2003 apar pe un ecran distorsionat spunându-le publicului că "a găsit o cale de întoarcere". Într-o scenă post-credite, Provocatorii Necunoscutului, care au fost prinși într-un portal de Raven la Batman din nou premiera mai devreme în film, sunt încă prinse, cu profesorul Haley postulând că le-a fost dor de film.

## Personaje
- Scott Menville ca Robin, liderul Tinerilor Titani care folosește abilități de gimnastică și diverse arme pentru a lupta împotriva criminalității.
  - Jacob Jeffries ca vocea lui Robin cântând pentru piesa "My Superhero Movie".
- Hynden Walch ca Starfire, o prințesă tamaraniană și un membru al Tinerilor Titani, care are capacitatea de a trage șuruburi strălucitoare de culoare verde de energie ultravioletă și fascicule laser verzi din mâinile și ochii ei și este capabilă de care zboară mai repede decât lumina, precum și putere supraomenească.
- Khary Payton ca Cyborg, membrul umanoid robotizat care are puterea de a folosi arme din corpul său mecanic și este, de asemenea, capabil de super putere.
- Tara Strong ca Raven, un semi-om, jumătate demon vrăjitoare care este fiica unui demon extrem de puternic și periculos numit Trigon și un om numit Arella.
  - Strong oferă, de asemenea, efectele vocale ale Silkie, omida starfire pentru animale de companie, care a fost anterior deținută de Killer Molie.
- Greg Cipes ca Beast Boy, un membru al Tinerilor Titani care are superputere pentru a shapeshift în diferite animale.
- Va Arnett ca Slade, un super-răufăcător și nemesisul lui Robin.
- Kristen Bell ca Jade Wilson, un cineast celebru pe care titanii Teen încearcă să-l convingă să facă un film despre ei.
- Eric Bauza ca Aquaman, membru al Ligii Justiției și rege al Atlantidei.
  - Eric Bauza o interpretează și pe asistentul lui Stan.
- Michael Bolton ca Tiger
- Nicolas Cage ca Superman, un membru al Liga Justiției și supraviețuitor al Kripton.
- Joey Cappabianca în ca Joey Cappabianca Omul din plastic, membru al Ligii Justiției.
- Greg Davies ca Balloon Man, un personaj negativ cu tematică balon.
- John DiMaggio ca Garda, vocea lui Synth Skate
- Halsey ca Wonder Woman, membră a Ligii Justiției și Prințesă de Themyscira. Ea face o referire la Wonder Woman film.
- David Kaye ca Alfred crainic remorcă
- David Kaye, de asemenea, voci crainic Inside Premiere.
- Tom Kenny ca Machine Voice
- Jimmy Kimmel ca Bruce Wayne, membru al Ligii Justiției și tatăl și mentorul lui Robin.
  - Fiul lui Nicolas Cage, Kal-El Cage, îl interpretează pe tânărul Bruce Wayne.
- Vanessa Marshall ca Vault Voice
- Phil Morris ca D.O.O.M.S.D.A.Y., un dispozitiv de streaming.
  - Phil Morris, de asemenea, voci Crainic Covorul Roșu
- Patton Oswalt ca Atom, membru al Ligii Justiției.
- Alexandru Polinsky ca Control Freak, un inamic care manipulează mass-media Tinerilor Titani.
- Meredith Salenger ca Supergirl, verișoara lui Superman.
- Dave Stone în rolul lui Walter "Prof" Haley, liderul Provocatorii Necunoscutului

Fred Tatasciore ca Jor-El, tatăl lui Superman.
- Fred Tatasciore, de asemenea, voci un agent de pază.
- James Arnold Taylor ca Shia LaBeouf
- Lil Yachty ca John Stewart / Green Lantern, un membru al Ligii Justiției și al Corpului Lanternei Verzi care a făcut o referire la Lanternă verde film (comentând "Nu ne place să vorbim despre asta").
- Va Wheaton ca Barry Allen / Flash, membru al Ligii Justiției.
- Stan Lee ca El Însuși